# Barville-en-Gâtinais

Barville-en-Gâtinais este o comună în departamentul Loiret din centrul Franței. În 1 ianuarie 2022 avea o populație de 299 de locuitori.